# Leica Visoflex

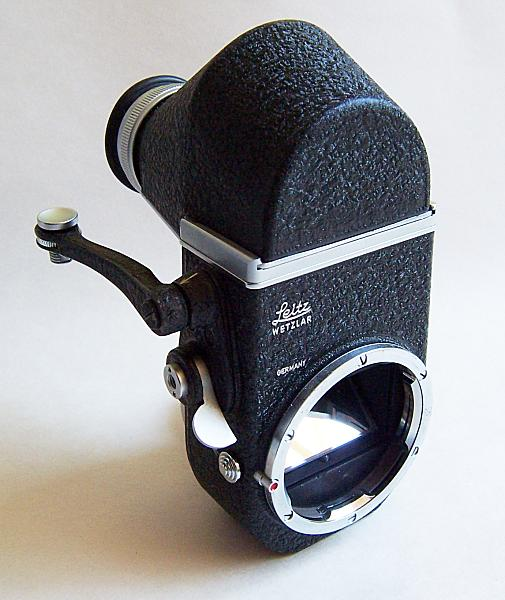
Приставка Leica Visoflex II

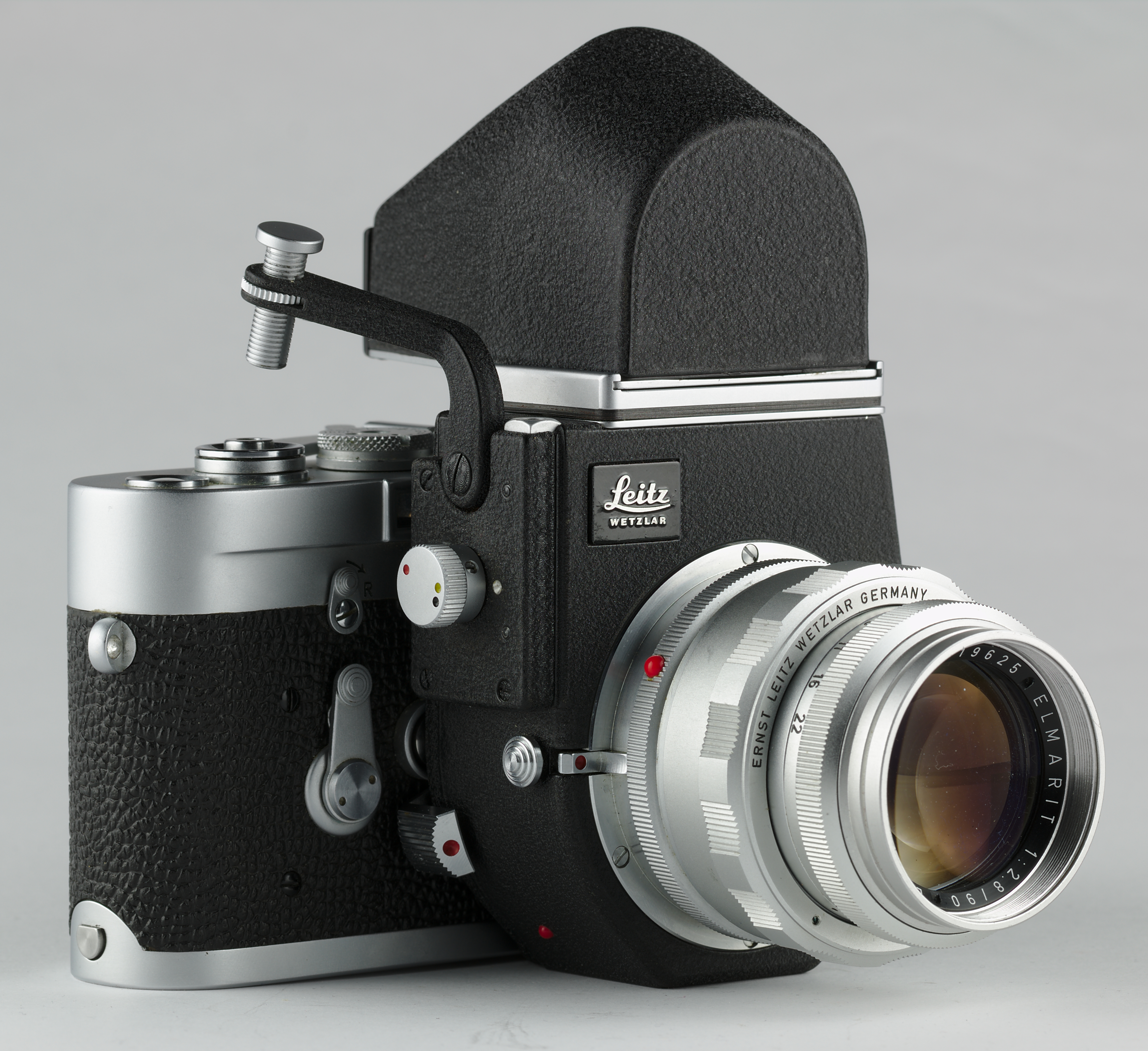
Leica Visoflex III с фотоаппаратом Leica M3

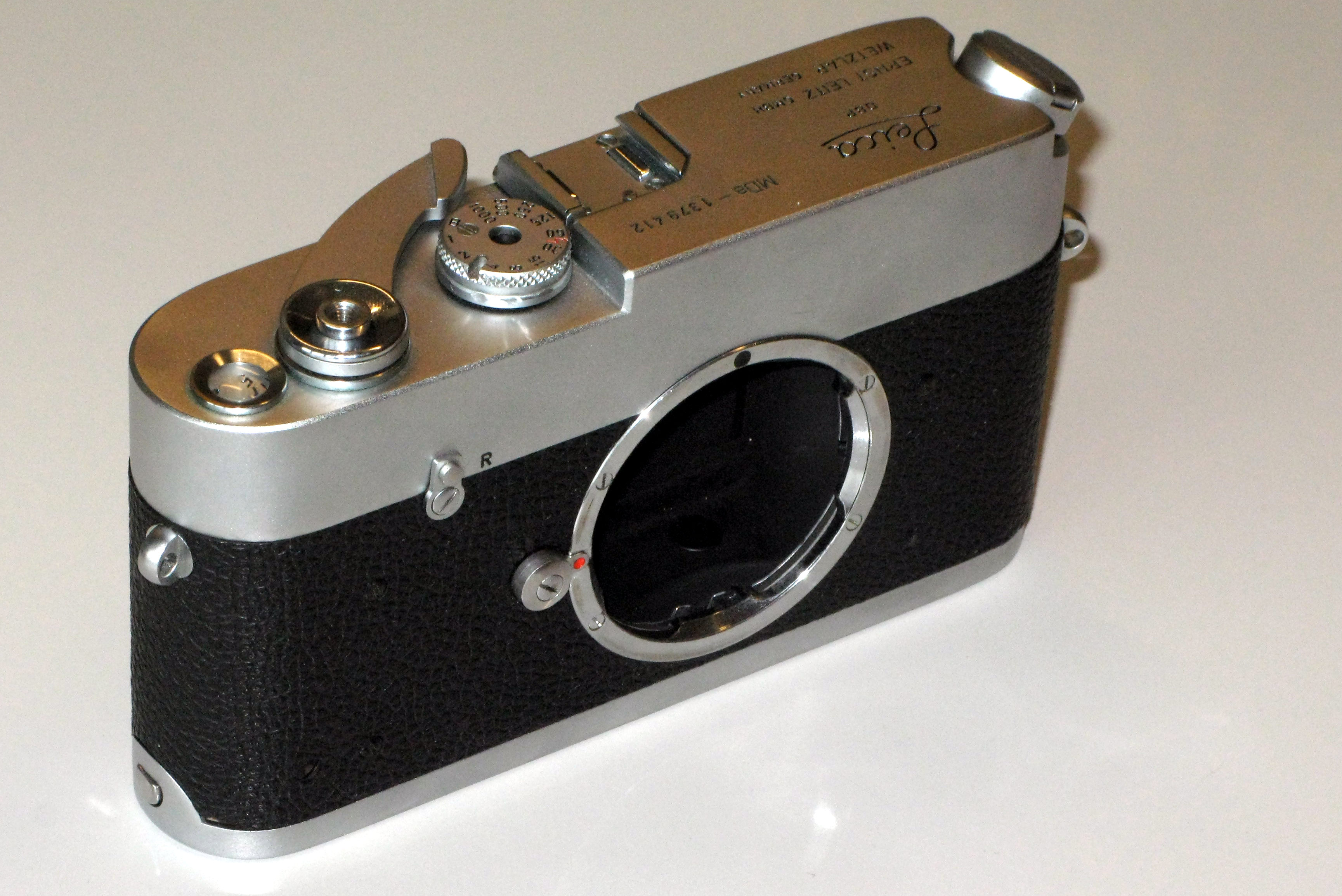
Leica MDa без видоискателя и дальномера

Leica Visoflex — послевоенное название зеркальных приставок к дальномерным фотоаппаратам фирмы Ernst Leitz, позволяющих использовать объективы с фокусным расстоянием больше 135 мм, а также вести макросъёмку, репродукционные работы и съёмку через оптические приборы. 
В комбинации с Visoflex дальномерные камеры Leica получали функциональность однообъективного зеркального фотоаппарата. Первая зеркальная приставка Leitz PLOOT стала основой для фоторужья Leica Gewehr, построенного в 1938 году. Приставка Visoflex выпускалась в различных вариантах с 1951 до середины 1980-х годов.

## История
Visoflex разработан в качестве замены приставке Leitz PLOOT, выпускавшейся с 1935 до 1951 года для съёмки длиннофокусными объективами и других работ, требующих беспараллаксного видоискателя.
Возможность сквозного визирования в дальномерных камерах Leica II и Leica III была реализована приставкой, которая устанавливалась между фотоаппаратом и объективом с увеличенным рабочим отрезком. Подвижное зеркало внутри приставки могло перенаправлять свет на матовое стекло или свободно пропускать его в кадровое окно. За матовым стеклом устанавливалась вертикальная лупа или линзово-призменная оборачивающая система. Таким образом фотограф мог наблюдать на матовом стекле изображение, идентичное тому, что в момент съёмки попадёт в кадровое окно, как в видоискателе однообъективного зеркального фотоаппарата. Синхронизация подъёма зеркала и спуска затвора производилась специальным тросиком или рычажной системой.
Таким образом, дальномерный фотоаппарат Leica превращался в однообъективную зеркальную камеру. Главной целью такой трансформации были макросъёмка, микрофотография и репродукционные работы, недоступные дальномерным фотоаппаратам. Кроме того, появилась возможность съёмки объективами с фокусным расстоянием, превышающим 135 мм, точная фокусировка которых недоступна для дальномера. До появления усовершенствованных однообъективных зеркальных фотоаппаратов приставка делала дальномерную аппаратуру наиболее универсальной. Без приставки могли использоваться нормальные и короткофокусные объективы, тогда как широкоугольной оптики для зеркальной аппаратуры до начала 1950-х годов не выпускалось из-за большого заднего отрезка этого типа фотоаппаратов. Наличие приставки делало доступным для дальномерных «Леек» практически неограниченный диапазон фокусных расстояний.
До 1951 года система обозначалась только внутризаводским кодом PLOOT, но в дальнейшем получила название Leica Visoflex System. За всё время выпущено три версии Visoflex, отличающихся типом оборачивающей системы и стандартом присоединения.

## Объективы
Размещение между объективом и фотоаппаратом зеркальной приставки делало невозможным использование штатных объективов Leica с небольшим рабочим отрезком 28,8 мм. К приставке Leica Visoflex выпускалась альтернативная линейка собственных сменных объективов с фокусным расстоянием 65, 180, 200, 280, 400, 560 и 800 мм. Их рабочий отрезок составлял 62,5 мм, учитывая суммарную длину приставки и фотоаппарата.
Крепление — байонет оригинальной конструкции.
В 1960-е годы фирма Leica Camera освоила выпуск однообъективных зеркальных фотоаппаратов Leicaflex (с  фирменным байонетом Leica R в варианте 1 cam), Leicaflex SL и Leicaflex SL2  (с байонетом Leica R в варианте 2 cam) и камер семейства Leica R, тоже с байонетом Leica R с рабочим отрезком  47 мм. На эти камеры, с помощью адаптера, могли устанавливаться все объективы от приставки Leica Visoflex.

## Варианты исполнения приставки
- До 1954 года приставка PLOOT выпускалась для фотоаппаратов Leica II и Leica III с резьбовым креплением объектива М39×1/28,8.
- В 1954 году начат выпуск фотоаппарата Leica M3 с байонетом Leica M с рабочим отрезком 27,8 мм. Вышла в свет приставка Leica Visoflex для камер семейства Leica M.
- Тогда же начат выпуск специализированной версии Iflex для стыковки с микроскопами и других лабораторных работ[6].
- С 1960 года начат выпуск приставки Leica Visoflex II, которая могла использоваться как со «старыми» резьбовыми камерами так и с «новыми» байонетными.
- С 1971 года выпускалась Leica M5 с увеличенной высотой корпуса, для неё была разработана Leica Visoflex III, совместимая со всеми предыдущими фотоаппаратами «Лейка».

## «Лейки» без видоискателя и дальномера
Специально для работы с приставкой Leica Visoflex II выпускались фотоаппараты Leica M1 без дальномера и Leica MD без видоискателя (Leica MD — упрощённая модификация камеры Leica M2, Leica MDa — соответственно Leica M4, а Leica MD-2 — Leica M4-2).
Выпуск системы Leica Visoflex System прекращён в 1984 году.
В СССР подобное устройство применяли на камере «ФЭД» в составе фоторужья «ФС-2».